# Piotr Szczotka
Piotr Szczotka, né le 17 juin 1981, à Jarosław, en Pologne, est un joueur polonais de basket-ball. Il évolue au poste d'ailier.